# Beaulieu Palace House

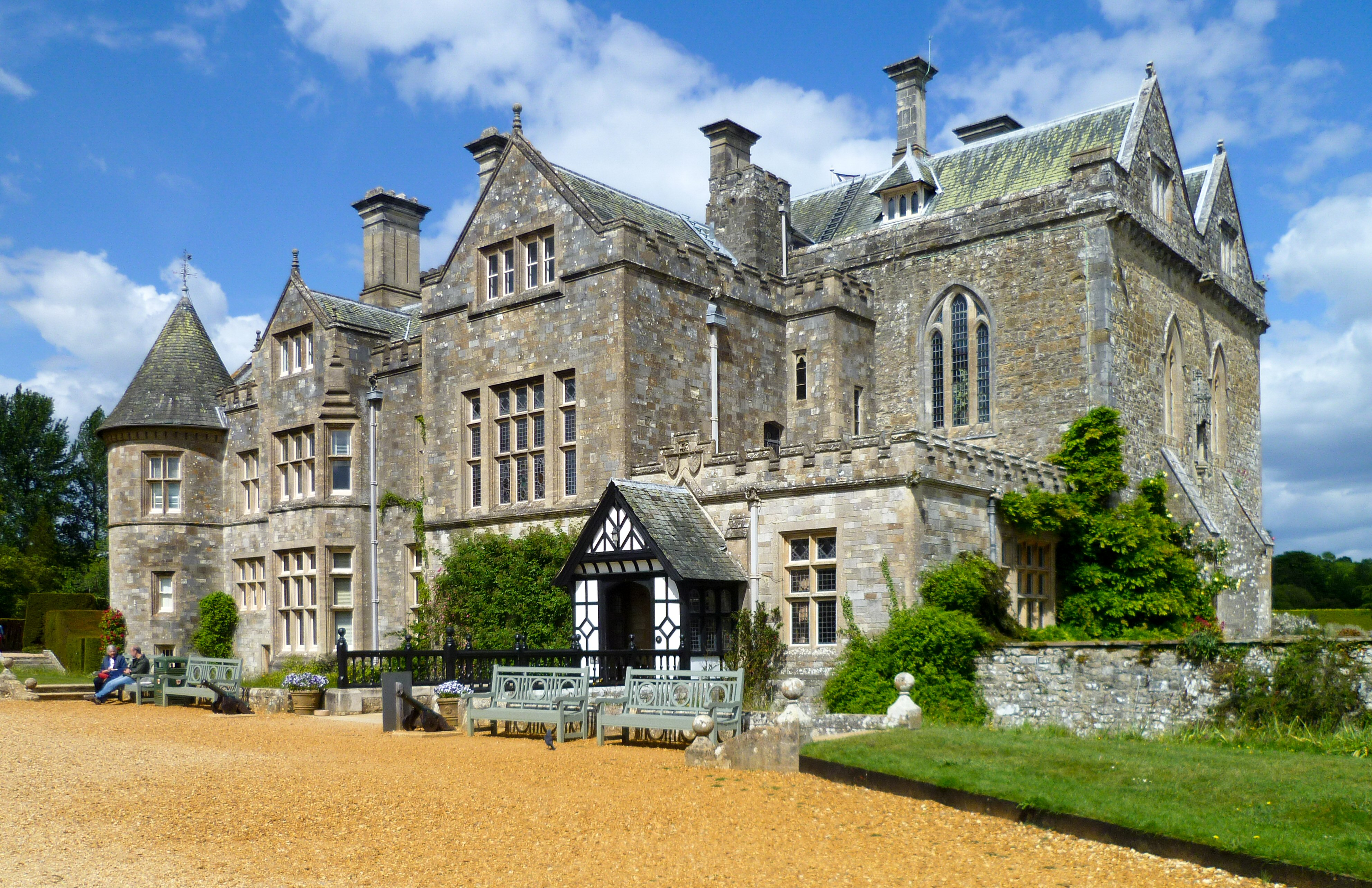
Beaulieu Palace House

Das Beaulieu Palace House ist ein Herrenhaus aus dem 13. Jahrhundert im New Forest in der englischen Grafschaft Hampshire. Das Anwesen gehörte ursprünglich zur Beaulieu Abbey, aber nach der Auflösung der englischen Klöster kaufte es 1538 Thomas Wriothesley, 1. Earl of Southampton, und es gehört heute noch seinen Nachfahren, den Baronen Montagu of Beaulieu.

## Geschichte

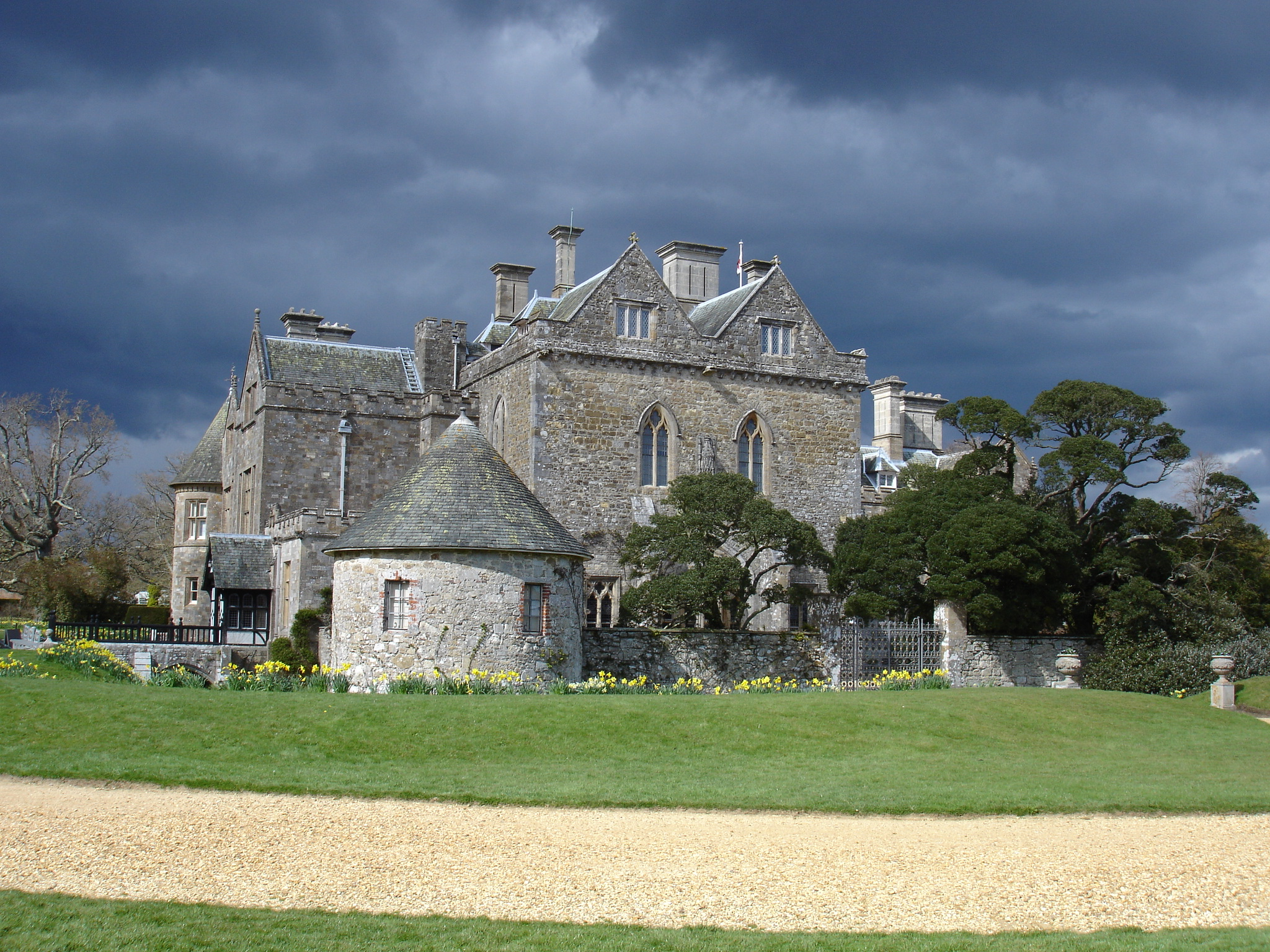

Beaulieu Palace House wurde ursprünglich im 13. Jahrhundert als Torhaus der Beaulieu Abbey errichtet. Nach der Auflösung der englischen Klöster kaufte Sir Thomas Wriothesley, später zum 1. Earl of Southampton ernannt, 1538 das Anwesen. Das Haus kam durch Heirat in die Familie Montagu und gehört noch heute einem Familienangehörigen, Ralph Douglas-Scott-Montagu, 4. Baron Montagu of Beaulieu.
Im 16. Jahrhundert wurde das Haus erweitert und noch einmal im 19. Jahrhundert. Heute gilt es als schönes Beispiel eines gotischen Landhauses. Das Haus steht über den Beaulieu River und ist von Wiesen und Spazierwegen umgeben. Das Innere wurde in viktorianischem Stil erhalten.
Obwohl dort noch Lord Montagu mit seiner Familie lebt, sind Haus und Gärten täglich öffentlich zugänglich. Es gehört zum Konsortium Treasure Houses of England.
Das Palace House ist Teil der Besucherattraktionen von Beaulieu:
- Beaulieu Abbey
- National Motor Museum
- Beaulieu Palace House
- World of Top Gear
- Secret Army Exhibition – eine Ausstellung über das Training der Special Operations Executive in Beaulieu im Zweiten Weltkrieg
- Gärten
- Englands älteste Einschienenbahn

## Geschichten und Legenden
Beaulieu ist laut der offiziellen Website einer der am häufigsten von Geistern heimgesuchten Orte im Vereinigten Königreich. Berichte über Geistersichtungen gehen bis zu 100 Jahre zurück, möglicherweise sogar bis zur Mitte des 16. Jahrhunderts. Zahlreiche paranormale Forscher haben Untersuchungen in der Abtei durchgeführt, auch Arthur Conan Doyle, der behauptete, er hätte während einer Séance im Beaulieu Palace House Kontakt mit einem Geist gehabt.
Eine Dame in blau oder grau, die gesehen worden sein soll, wie sie in den Privaträumen durch Wände ging und viel Lärm machte, soll der Geist der Countess of Beaulieu, Lady Isabella, sein, die 1786 verstorben ist. Über den Geruch von Weihrauch in einem Raum des Beaulieu Palace House, der im Mittelalter als Kapelle genutzt wurde, hat auch Edward Douglas-Scott-Montagu, 3. Baron Montagu of Beaulieu, berichtet. Dieser Geruch zeigt angeblich eine Tragödie für die Bewohner der Abtei oder des Dorfes an.